# Власов, Олег Александрович
Олег Александрович Власов (укр. Олег Олександрович Власов; род. 25 октября 2002, Черновцы) — украинский футболист, полузащитник

## Карьера
Олег начинал свою карьеру в академии «Буковины». Его первым тренером был Андрей Лахнюк. Также он занимался футболом в КОДЮСШ из Счастливого. В сезоне 2019/20 Олег стал игроком «Ворсклы». 28 июня 2020 года он дебютировал за «зелёно-белых» в матче украинской премьер-лиги против донецкого «Олимпика»: Олег вышел на поле на 61-й минуте вместо Владислава Кулача. Всего в своём первом сезоне на взрослом уровне вингер принял участие в 4 встречах украинского первенства. В сезоне 2020/21 Олег сыграл за «Ворсклу» 1 игру. В марте 2021 года он вместе с одноклубником Ильёй Гаджуком перебрался в киевское «Динамо».

## Клубная статистика
| Выступление      | Выступление      | Выступление      | Чемпионат | Чемпионат | Кубок Суперкубок | Кубок Суперкубок | Еврокубки | Еврокубки | Итого | Итого |
| Клуб             | Лига             | Сезон            | Игры      | Голы      | Игры             | Голы             | Игры      | Голы      | Игры  | Голы  |
| ---------------- | ---------------- | ---------------- | --------- | --------- | ---------------- | ---------------- | --------- | --------- | ----- | ----- |
| Ворскла          | УПЛ              | 2019/20          | 4         | 0         | 0                | 0                | —         | —         | 4     | 0     |
| Ворскла          | УПЛ              | 2020/21          | 1         | 0         | 0                | 0                | —         | —         | 1     | 0     |
| Ворскла          | Итого            | Итого            | 5         | 0         | 0                | 0                | 0         | 0         | 5     | 0     |
| Динамо (Киев)    | УПЛ              | 2020/21          | 0         | 0         | 0                | 0                | 0         | 0         | 0     | 0     |
| Динамо (Киев)    | Итого            | Итого            | 0         | 0         | 0                | 0                | 0         | 0         | 0     | 0     |
| Всего за карьеру | Всего за карьеру | Всего за карьеру | 5         | 0         | 0                | 0                | 0         | 0         | 5     | 0     |